# 한진희 (1895년)
한진희(韓軫熙, 1895년 ~ 1976년 2월 3일)는 대한민국의 체육인이다. 초기 한국에 유도가 도입되는데 큰 공헌을 했으며, 그외에도 씨름 및 수영, 연날리기 등의 분야에도 활동했었다.

## 참고 자료
- 이홍종『한국유도사 韓國柔道史』한강문화사, 1984